# Wacholderspecht
Der Wacholderspecht (Dendropicos abyssinicus), auch bekannt als der Goldrückenspecht, ist eine Spechtart, die hauptsächlich in Eritrea und Äthiopien vorkommt. Vermutlich ist er ein naher Verwandter des Kardinalspechts.

## Beschreibung
Der Wacholderspecht ist eine kleine Spechtart mit einem relativ langen und breiten Schnabel. Er hat einen goldgelben Rücken mit einem roten Rumpf, gepunkteten Flügeln und Schwanz, die unteren Extremitäten sind hell und schwarz gestreift. Der Kopf ist gestreift, und die Männchen besitzen einen roten Nacken sowie eine rote Krone. Der braune Kopfstreifen zwischen den Augen und der goldene Mantel unterscheiden ihn vom Kardinalspecht.

## Lebensraum und Verbreitung
Der Wacholderspecht ist endemisch in den äthiopischen Gebirgen von Zentraleritrea östlich von Harare, Äthiopien, bis zum Fluss Alata. Diese Spezies lebt in Wacholdergehölz, hauptsächlich in Höhen zwischen 1600 und 3000 Metern. Seltener können Wacholderspechte auch in tieferen Lagen in bewaldeten Savannen beobachtet werden.

## Lebensweise
Die Lebensweise des Wacholderspechts ist weitgehend unbekannt. Die Brutzeit liegt vermutlich zwischen Dezember und Mai.

## Bestand
Genaue Angaben über den Bestand des Wacholderspechts sind nicht bekannt, aber auf Grund der Abholzung des Waldes ist davon auszugehen, dass der Bestand immer weiter abnimmt.

## Belege
1. 1 2  Hans Winkler, David A. Christie, David Nurney: Woodpeckers A Guide to the Woodpeckers, Piculets and Wrynecks of the World. Pica Press, 1995, ISBN 978-1-873403-25-9, S. 240 (englisch).